# الكلية التكنولوجية بوسط الوادي
الكلية التكنولوجية بوسط الوادي هي من المعاهد الحكومية المصرية وتضم 6 معاهد.

## المعاهد
المعهد الفني الصناعي ببني سويف - المعهد الفني الصناعي بأسيوط - المعهد الفني للري والمساحه بأسيوط - المعهد الفني الصناعي بسوهاج
المعهد الفني التجاري ببني سويف - المعهد الفني التجاري بأسيوط - المعهد الفني التجاري بسوهاج